# Sky Bridge 721
Le Sky Bridge 721 est une passerelle piétonnière suspendue qui est la plus longue de son genre au monde. 
Construit dans le village de Dolní Morava, en Tchéquie, le pont mesure 721 mètres de longueur et se trouve à une hauteur de 95 mètres du sol. Il a été ouvert au grand public le 13 mai 2022.
Situé dans la montagne Králický Sněžník à la frontière polono-tchèque, il offre aux usagers des vues sur le paysage. Le pont suspendu enjambe la vallée du ruisseau Mlýnský, de la crête du mont Slamník à la crête du mont Chlum, à 1 125 mètres d'altitude d'un côté et à 1 135 mètres d'altitude de l'autre.
Un parcours éducatif dans la nature appelé Le pont du temps a été préparé avec des éléments de réalité augmentée en coopération avec l'entreprise publique LESY ČR (Forêts de la République tchèque) et le Musée des fortifications tchécoslovaques de 1935-1938. Un jeu composé de dix panneaux éducatifs aborde les thèmes de la protection de l'environnement et du comportement à adopter à la campagne, ainsi que l'histoire et le parcours d'une famille de Dolní Morava, avec en toile de fond les événements qu'a connus la République tchèque de 1935 à aujourd'hui.

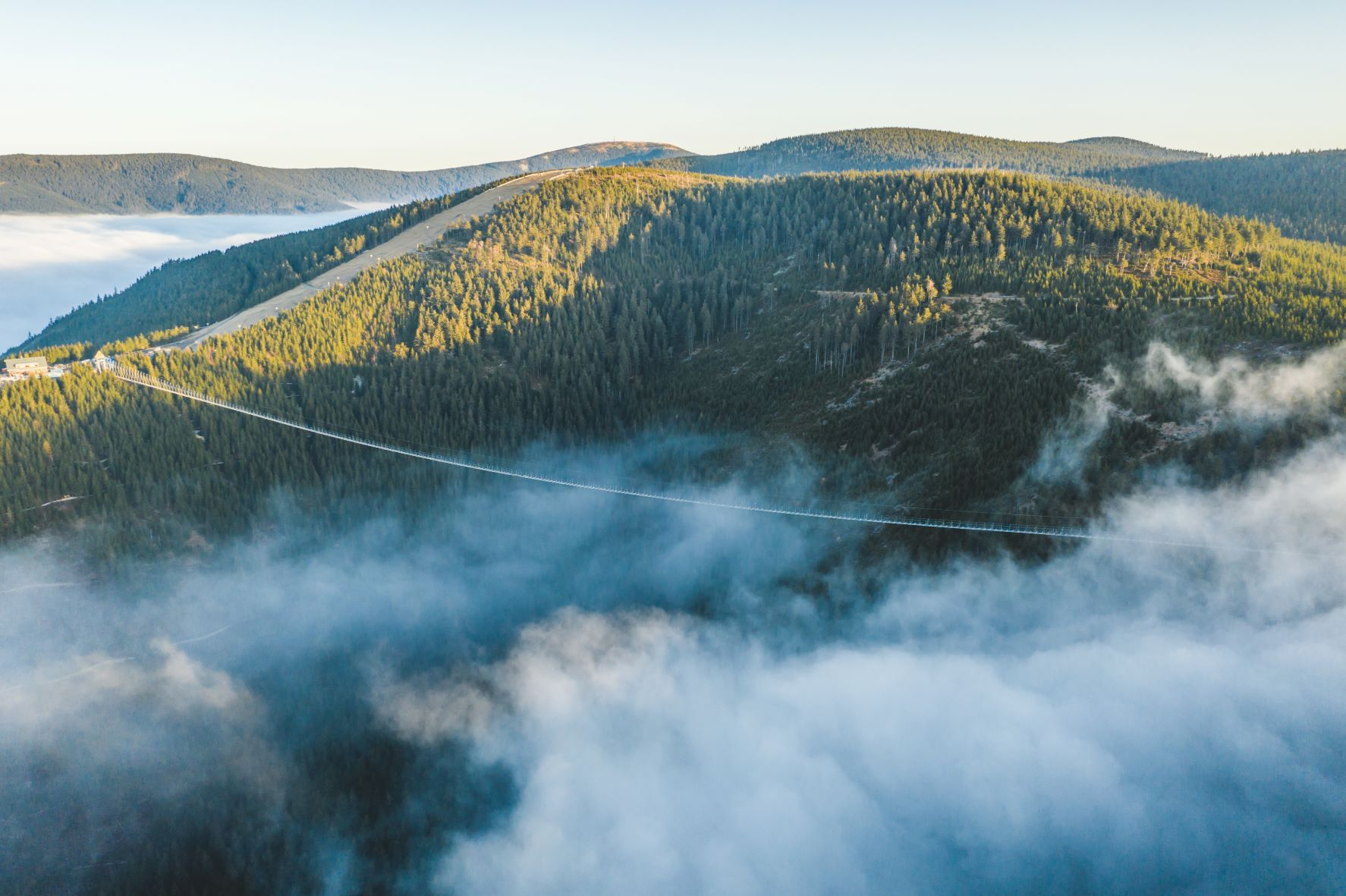
La passerelle Sky Bridge 721 à Dolní Morava

La passerelle n'est accessible que dans un sens. Les visiteurs doivent réserver un créneau horaire en ligne à l'avance. Un télésiège permet d'accéder au point de départ à environ 1 110 mètres d'altitude. Depuis 2015, il y a un " sentier dans les nuages " de 55 mètres de haut non loin de là, que des centaines de milliers de personnes visitent chaque année.

## Caractéristiques
La passerelle ne fait qu' 1,2 mètre de large avec une main courante d'une hauteur de 1,2 mètre. La passerelle est portée par six câbles de suspension, d'un diamètre de 76 mm. Chaque câble porteur a une force de traction de 360 t. L'ensemble des câbles pèse 158 t avec en plus 20 t pour les structures annexes.
La passerelle a nécessité 1 030 m3 de béton et pèse 405 tonnes. Les pylônes de chaque côté de la passerelle ont une hauteur de 11,4 m. La construction a nécessité deux ans de travaux pour un coût de construction équivalent à près de huit millions d'euros. 
Compte tenu de la longueur et du vent, 60 câbles supplémentaires et un système d'amortissement spécial empêchent les vibrations et le couplage aéroélastique. Au delà d'un vent de 72 km/h ou lors d'un risque de fort givrage, l'accès à la passerelle est fermé. L'accès est contrôlé avec un maximum de 500 personnes sur la passerelle à la fois.